# 熊野街道

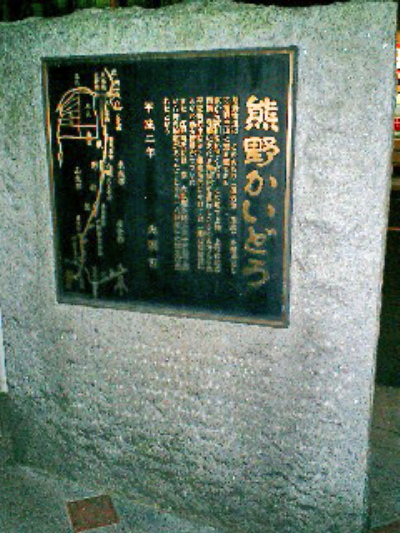
介紹熊野街道的銅版（大阪市・北濱）

熊野街道（日语：／ Kumano-kaidō */?），是京都經大坂前往熊野三山（熊野本宮大社、熊野速玉大社、熊野那智大社）參拜的街道之總稱。也稱作「紀伊路」。
因為在《說經節》「小栗判官」中登場，所以也稱作小栗街道。現在，中邊路登錄為聯合國教科文組織的世界遺產「紀伊山地的靈場和參拜道」之一部。

## 概要
街道以攝津大坂的渡邊津（大阪市中央區天滿橋附近）為起點，經四天王寺（大阪市天王寺區）、住吉大社（大阪市住吉區），在和泉國從並行的紀州街道（「孝子越街道」）沿山而行。瓦屋村（泉佐野市）～和歌山間經由雄之山峠，經紀州田邊，由中邊路或大邊路往熊野三山。京都到渡邊津之間乘船沿淀川而下。
街道沿線設置祭祀熊野權現的九十九王子，參詣者沿途祈求道中無事的前往熊野三山。

## 熊野參詣
平安時代中期開始，熊野三山成為阿彌陀信仰的聖地，法皇、上皇等皇族、女院的參詣（熊野御幸）、貴族相次前往參拜。白河上皇、後鳥羽上皇曾多次參拜。
室町時代以降，武士、庶民取代上皇、貴族，參詣者如同螞蟻的行列，而有「蟻之熊野詣」的形容般的盛況。
明治以降，熊野參拜減少，街道因為鐵道發達、公路的普及而失去機能。但是，熊野付近的山間部有至今仍保持原貌的熊野古道，成為貴重的歷史遺産和觀光資源。

## 現代
因為市街地發展，大坂、堺的街道有部分已經消失。現在，大多將國道42號的和歌山 - 田邊 - 新宮 - 津（繞道除外）稱作熊野街道。